# آردوره
اردوره (به ایتالیایی: Ardore) یک کومونه در ایتالیا است که در استان رجیو کالابریا واقع شده‌است.

## خصوصیات
اردوره ۳۲٫۷ کیلومترمربع مساحت و ۴٬۸۲۲ نفر جمعیت دارد.